# Natalie Dell
Pour les articles homonymes, voir Dell (homonymie).
Natalie Dell O'Brien est une rameuse américaine née le 20 février 1985 à Silver Spring dans le Maryland.

## Biographie
Aux Jeux olympiques d'été de 2012 à Londres, elle obtient avec Kara Kohler, Adrienne Martelli et Megan Kalmoe la médaille de bronze en quatre de couple.
Elle dispute les championnats des États-Unis de cyclisme sur piste en 2013 et y obtient le bronze en poursuite par équipes.

## Palmarès

### Jeux olympiques
- 2012 à Londres,  Royaume-Uni
  -  Médaille de bronze en quatre de couple

### Championnats du monde
- 2011 à Bled,  Slovénie
  -  Médaille d'argent en quatre de couple